# 終極雷霆彈
《終極雷霆彈》（英語：Rolling Thunder）是一部1977年美國新黑色心理驚悚片，由約翰·弗林執導，威廉·迪凡、湯米·李·瓊斯和琳達·海恩斯主演，保羅·許瑞德和海伍德·古爾德根據許瑞德的構想編寫劇本。劇情講述一名美國空軍少校從越南戰俘營歸國後在一次暴力入室盜竊中失去了妻小和右手，為此打算對歹徒展開報復。
《終極雷霆彈》1977年10月7日在洛杉磯首映，10月14日在紐約市上映。電影在影評界口碑優異，動作場面、氛圍、導演、音樂和演員表演獲得讚譽，但敘事節奏和高潮的暴力戲則受到詬病。《終極雷霆彈》受到諸如昆汀·塔倫提諾的粉絲追捧，隨著時間推移取得邪典電影地位。

## 劇情
1973年，在越南河內當了七年戰俘的美國空軍少校查爾斯·雷恩和美國陸軍上士強尼·沃登及另外兩名士兵歸國。雷恩回到德克薩斯州聖安東尼奧的家與妻小重聚，但兒子馬克對他缺乏印象，妻子珍妮特雖然仍留有感情，但與當地警察克里夫·尼科爾斯訂婚。雷恩忍受一切並將精力集中在與馬克建立父子關係，但仍無法擺脫自己在囚禁期間養成的制度化生活。在盛大的返國典禮上，雷恩獲得了一輛凱迪拉克以及象徵他被俘每一天的2555銀元，由每天戴著雷恩ID手鐲的「德州美女」琳達·福歇主持授予。琳達後來向他求婚，雖然雷恩在情感上變得生疏，但仍努力回報她的感情。
一日，雷恩回家時，邊境不法份子「德州人」、「自動瘦子」、「T鳥」和「梅利歐」闖入屋子正等著他；他們在電視上觀看頒獎典禮後，藉由折磨來逼迫雷恩交出銀元。雷恩經歷一番折磨，回憶起自己在河內遭受的酷刑，反應遲鈍到無動於衷；這幫人將雷恩的右手掌毀於絞碎機。珍妮特和馬克回到家後立即被扣為人質。馬克交出銀元後，德州人和自動瘦子朝一家人開槍，任其自生自滅；雷恩活了下來，但妻小卻非無此。
雷恩在醫院休養，琳達和沃登探望他。沃登不適應生活而在空降部隊又簽了十年。雷恩向克里夫隱瞞了襲擊者的身份，準備自行展開報復，並出院時鋸掉了馬克和克里夫作為禮物贈與的雙管霰彈槍，同時將代替右手的鐵鉤磨利。琳達同意陪雷恩啟程至墨西哥，但未提前知曉意圖。雷恩讓琳達進入一家破舊的墨西哥酒吧尋找襲擊者的關係人「胖艾德」，但被企圖佔她便宜的羅佩茲騷擾，直到雷恩介入營救並獲得情報。琳達發現雷恩的計畫並不情願地繼續提供幫助。在附近城鎮的一家酒吧中，他們找到了自動瘦子。一場惡鬥隨之而來；雷恩只有用鉤手傷到自動瘦子的胯部才能趁機逃脫。與此同時，克里夫在找到被鋸斷的槍管後發現了雷恩的計畫。他利用警方資源追蹤雷恩的汽車，前往雷恩遇到羅佩茲的小鎮。克里夫與羅佩茲扭打在一起，最後於一棟廢棄房子中槍殺了對方和另外兩名襲擊者，但遭自動瘦子偷襲而亡。
琳達和雷恩在路邊分享各自的過去；琳達描述了自己假小子的過去，雷恩談到了他在戰前喜歡的事情。兩人在艾爾帕索的一家汽車旅館分享了一段親密的時光，在此期間，琳達最後一次試圖說服雷恩放下報復、到阿拉斯加隱居。隔天早晨，雷恩將一大筆錢和熟睡的琳達留在了汽車旅館，自己開車離去；醒來的琳達打算報警但最後放棄。穿著軍官制服的雷恩在情感上與家人疏遠的沃登；沃登沒有問任何問題立刻穿上制服，幫助雷恩尋仇。雷恩計劃在墨西哥華雷斯城的一家妓院襲擊該不法份子們，沃登先到妓院二樓約一名妓女潛伏，雷恩則從防火梯溜進來，並向沃登發出信號，展開了一場血腥的槍戰；德州人、T鳥和梅利歐等一票人被槍殺後，兩人與自動瘦子展開最後對峙。雷恩毫無感情地開了數槍殺死了對方，但和沃登都中了槍而互相扶持、踉踉蹌蹌地走出妓院。

## 演員
- 威廉·迪凡飾演查爾斯·雷恩少校（Major Charles Rane）[3]
- 湯米·李·瓊斯飾演強尼·沃登上士（Master Sergeant Johnny Vohden）[3]
- 琳達·海恩斯（英语：Linda Haynes）飾演琳達·福歇（Linda Forchet）[3]
- 詹姆斯·貝斯特（英语：James Best）飾演德州人（The Texan）[3]
- 達布尼·柯曼飾演麥斯威爾（Maxwell）[3]
- 麗莎·布萊克·理查茲（Lisa Blake Richards）飾演珍妮特·雷恩（Janet Rane）[4]
- 盧克·阿斯修（英语：Luke Askew）飾演自動瘦子（Automatic Slim）[4]
- 勞拉森·德里斯科爾（Lawrason Driscoll）飾演克里夫·尼科爾斯副警長（Deputy Cliff Nichols）
- 詹姆斯·維克托（英语：James Victor (actor)）飾演羅佩茲（Lopez）[4]
- 凱西·葉慈（英语：Cassie Yates）飾演凱蒂（Candy）[4]
- 喬丹·格勒（Jordan Gerler）飾演馬克·雷恩（Mark Rane）[4]
- 查爾斯·埃斯卡米拉（Charles Escamilla）飾演T鳥（T-Bird）[4]
- 皮特·奧爾特加（Pete Ortega）飾演梅利歐（Melio）[4]
- 保羅·A·帕丹（英语：Paul A. Partain）飾演伊森（Ethan）[4]
- 詹姆斯·N·哈瑞爾（英语：James Harrell (actor)）飾演祖父[3]

## 外部連結
- 互联网电影数据库（IMDb）上《終極雷霆彈》的资料（英文）